# Leptocera decisetosa
Leptocera decisetosa är en tvåvingeart som först beskrevs av Vanschuytbroeck 1950.  Leptocera decisetosa ingår i släktet Leptocera och familjen hoppflugor.
Artens utbredningsområde är Kongo. Inga underarter finns listade i Catalogue of Life.